# Vásudéva I.
Vásudéva I. (kušánsky ΒΑΖΟΔΗΟ; čínsky 波調) byl kušánský král, který nastoupil na trůn po králi Huviškovi. Byl poslední z řad „velkých Kušánů“; jeho nástupcem byl Kaniška II., který však již nepatřil k tak významným panovníkům jako jeho předchůdci. Přesná doba Vásudévovy vlády není známa, je však pravděpodobné, že vládl 64 až 98 let po Kaniškovi, tedy někdy kolem přelomu 2. a 3. století. Konec jeho vlády už korespondoval s výpady Sásánovců v severozápadní Indii, kteří okolo poloviny 3. století ustanovili v oblasti říši Indosasánovců.
Samotné jméno Vásudéva bylo původně jméno populárního hinduistického boha, otce Krišny, a Vásedéva I. byl prvním kušánským vládcem pojmenovaným po indickém bohu. K hinduismu Vásudéva konvertoval až během svého panování.
Podle čínských záznamů měl Vásudéva navázat kontakt s čínským královstvím Cchao Wej. Vásudéva též mohl být ten indický král, který roku 232 nechal poslat do mezopotámské Edessy ostatky svatého Tomáše, který v Indii zemřel.